# أليشا بيرنت
أليشا بيرنت (بالإنجليزية: Alysha Burnett) هي منافسة ألعاب القوى أسترالية، ولدت في 4 يناير 1997 في Wahroonga ‏ في أستراليا.

## وصلات خارجية
- أليشا بيرنت على موقع الاتحاد الدولي لألعاب القوى (الإنجليزية)
- أليشا بيرنت على موقع النتائج التاريخية لألعاب القوى الأسترالية (الإنجليزية)